# عبدالحفیظ بن شبله
عبدالحفیظ بن شبله (عربی: عبد الحفيظ بن شبلة؛ زادهٔ ۲۶ سپتامبر ۱۹۸۶) بوکسور اهل الجزایر است.
او نماینده الجزایر در بازی‌های المپیک تابستانی ۲۰۰۸ و بازی‌های المپیک تابستانی ۲۰۱۲ بود.